# Brökelmann, Jäger und Busse
Die BJB GmbH & Co. KG (Brökelmann, Jäger und Busse) ist ein deutsches mittelständisches Unternehmen mit Sitz in Arnsberg-Neheim. Hervorgegangen aus einer Fabrik zur Herstellung von Petroleumbrennern, wandte es sich 1913/14 der Produktion von Teilen für die Elektroindustrie zu.

## Gründungsphase
Im Jahr 1867 schlossen die Unternehmer Gustav Busse (1835–1919), Franz Jaeger (1829–1902) und Friedrich Wilhelm Brökelmann (1799–1890) einen Vertrag zur Gründung der Kommanditgesellschaft G. Busse & Co. Das Unternehmen begann sich auf die Herstellung von Petroleumbrennern zu konzentrieren. Daneben produzierte das Unternehmen fertige Lampen.
Dabei war Brökelmann vor allem als Finanzier und Investor beteiligt. Da die Finanzanforderungen an Brökelmann höher waren als angenommen, wurde die Firma liquidiert und 1871 als Brökelmann, Jaeger & Co. neu gebildet. Auch die bisher selbstständige Firma Jaeger & Co. ging in diesen Unternehmen auf. Im ersten Jahr des Bestehens beschäftigte die Firma 96 Arbeiter und erzielte einen Umsatz von 90.000 Talern. Damit rangierte es bereits von der Mitarbeiterzahl an zweiter Stelle und gemessen am Umsatz an erster Stelle unter den metallverarbeitenden Betrieben der Stadt Neheim. Die kaufmännische Leitung lag bei Jaeger und Brökelmann, während Busse für die Produktion zuständig war.
Nach der Zerstörung zahlreicher Gussformen durch Brand im Jahr 1873 wurde die Herstellung fertiger Lampen eingeschränkt und nach einem weiteren Brand 1880 bis auf wenige einfache Typen ganz aufgegeben. Zentral wurde die Herstellung von Petroleumbrennern. Dabei bewegte sich das Unternehmen auf der Höhe der technischen Entwicklung.
Anfangs war das Unternehmen noch auf die Dampfmaschine der Brökelmannschen Ölmühle angewiesen, 1875 erwarb es die erste eigene Dampfmaschine mit zehn PS. Neue Maschinen mit höherer Leistung folgten in den kommenden Jahrzehnten. Im Jahr 1892 leistete die Dampfmaschine 125 PS. Diese erzeugte erstmals auch elektrischen Strom zum Antrieb von Maschinen.
Bereits im Gründungsjahr 1867 wurde eine Unterstützungskasse für Arbeiter gegründet, aus der 1885 eine Betriebskrankenkasse hervorging.

## Übergang zur Elektroindustrie

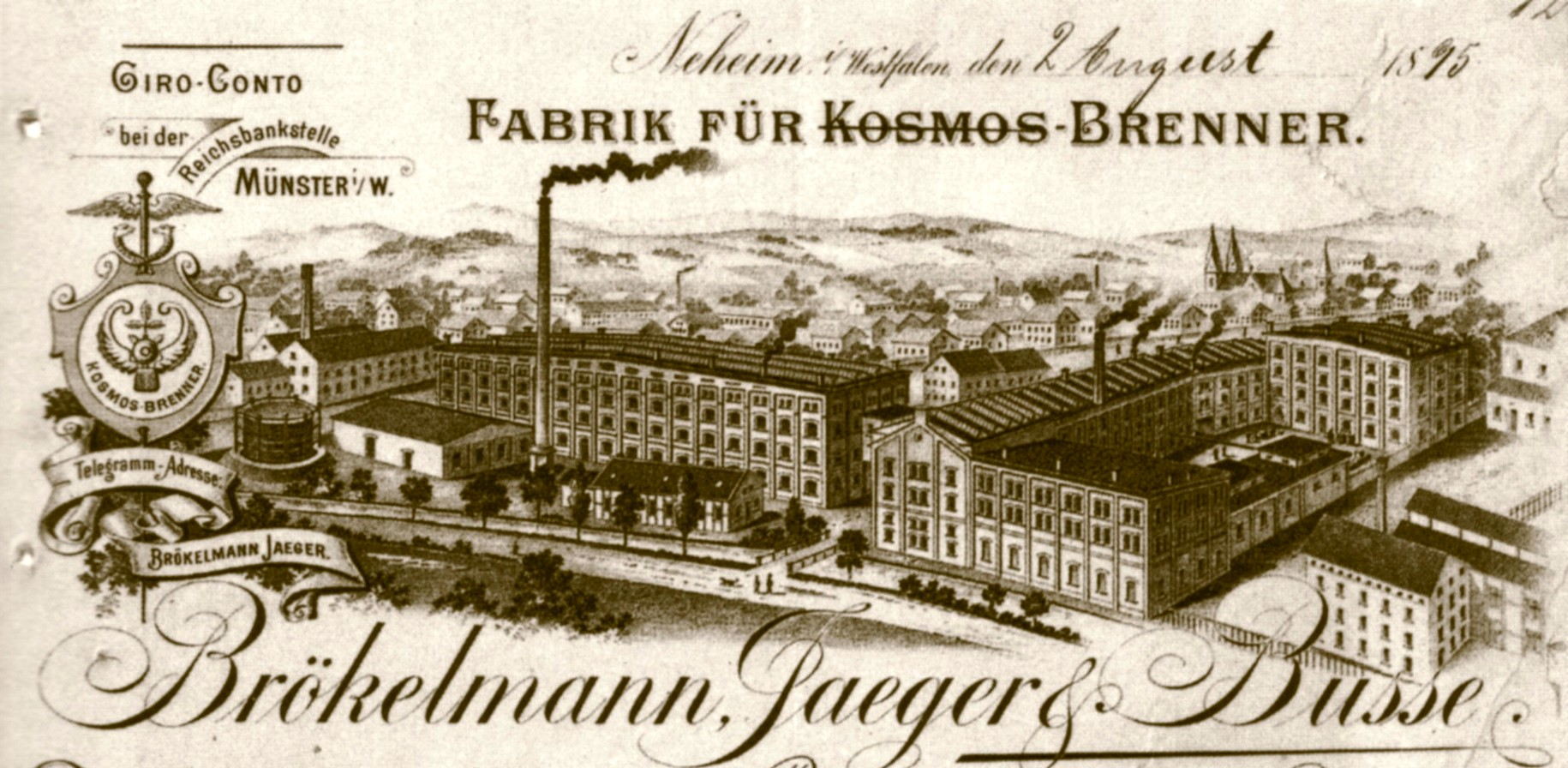
Briefkopf der Firma BJB aus dem Jahr 1895

Nach dem Tod Friedrich Wilhelm Brökelmann im Jahr 1890 wurde das Familienunternehmen unter den Erben aufgeteilt. Wilhelm Brökelmann (1829–1929) erhielt die Anteile an der Firma Brökelmann, Jaeger & Co. Friedrich Brökelmann erhielt die Firmen unter dem Dach F. W. Brökelmann.
Wilhelm Brökelmann stieg zum Hauptgesellschafter von Brökelmann, Jaeger & Co. auf. Im Jahr 1893 wurde das Unternehmen in Brökelmann, Jaeger und Busse (BJB) umbenannt.
Nicht zuletzt weil die technische Entwicklung dazu führte, dass sich unter den handwerklich ausgebildeten Arbeitern Dequalifizierungsängste entwickelten, begann gegen Ende des 19. Jahrhunderts die Arbeiterbewegung Einzug in das Unternehmen zu finden. Im Jahr 1899 kam es zu einem ersten Streik, der unmittelbar zur Gründung des Sauerländer Gewerkvereins – einer Gewerkschaft innerhalb der christlichen Gewerkschaften – führte.
Wirtschaftlich ließ die Bedeutung der Petroleumbrenner angesichts des Siegeszugs des elektrischen Lichts nach. Nachdem in Neheim andere Firmen längst begonnen hatten, sich umzustellen, begann BJB erst 1913/14 mit der Herstellung von Sockeln für Glühlampen. Auf diesen Geschäftszweig konzentrierte sich das Unternehmen in der Folgezeit. In diesem Zusammenhang nahmen auch die Mechanisierung der Produktion und die Bedeutung von un- und angelernten Arbeitskräften zu.
Kurz vor dem Ersten Weltkrieg übernahm eine neue Unternehmergeneration die Verantwortung. Adolf Brökelmann (1877–1944) und Walter Busse (1878–1946) waren Ingenieure, während Franz Jaeger (1861–1930) eine internationale kaufmännische Ausbildung hatte.

## Zwischenkriegszeit
BJB profitierte von der Nachkriegskonjunktur nach dem Ersten Weltkrieg. Die Belegschaftszahlen wuchsen an, die Produktionseinrichtungen wurden ausgebaut und ein Verwaltungsgebäude errichtet.
In den folgenden Jahren litt das Unternehmen nicht nur unter der Hyperinflation, sondern auf absehbare Zeit deutete sich an, dass die Herstellung von Glühlampensockeln in die Hand der großen Elektrokonzerne übergehen würde. In der Folge konzentrierte sich das Unternehmen auf die Produktion von Lampenfassungen. Das Unternehmen verstand sich nunmehr als elektrotechnische Fabrik.
In der Mitte der 1920er Jahre begann angeregt durch den amerikanischen Fordismus der Übergang zur mechanisierten Massenproduktion. Die Maschinen wurden zu einem Gutteil von Frauen bedient. Auch an den ebenfalls neuen Fließbändern waren zahlreiche ungelernte weibliche Beschäftigte tätig.

## Zeit des Nationalsozialismus
BJB war von der Weltwirtschaftskrise stark betroffen. Erst 1935 wurde in nennenswerter Weise neu investiert. Innerbetrieblich wurde das Unternehmen dem NS-Regime angepasst. Allerdings führte der Facharbeitermangel 1936 zur Gründung einer Lehrwerkstatt als eine der ersten innerbetrieblichen Werkstätten in der Region.
Bislang beruhte die Produktion auf der Metallverarbeitung. In den 1930er Jahren kam der Einsatz des Kunststoffes Bakelit hinzu. Die Formen dafür wurden vom werkseigenen Maschinenbau hergestellt.
Im Zuge der Aufrüstung wurde mit der Ruhr-Metallwarenfabrik GmbH 1937 zur Geschossproduktion ein Tochterunternehmen gegründet. Während des Krieges wurde BJB selbst auch zum Produzenten von Rüstungsgütern. Diese machten 1940 immerhin 50 % des Umsatzes aus. Aber auch die Friedensgüter galten als kriegswichtig. Von den 1940/41 in Deutschland produzierten Glühlampensockeln stellte BJB allein 30 % her. Die noch immer hergestellten Petroleumbrenner gingen überwiegend an die Reichsbahn. Dagegen ließ die Fassungsfertigung nach.
Im Zuge des Krieges stieg die Zahl der ausländischen Zwangsarbeiter an. Für den Bedarf der gesamten Neheimer Industrie wurde das Zwangsarbeiterlager Möhnewiesen für anfangs 700 Personen an der Möhne angelegt. BJB baute eine Baracke für hundert Arbeiterinnen. Durch die Zerstörung der Möhnetalsperre 1943 wurde das Lager völlig zerstört. Unter den 860 Opfern waren auch zahlreiche bei BJB beschäftigte Zwangsarbeiter.

## Nachkriegszeit
Nach zeitweiliger kriegsbedingter Unterbrechung nahm BJB am 5. Juni 1945 die Produktion wieder auf. In die Gebäude der von der Demontage betroffenen Ruhr-Metallwarenfabriken wurden Teile der Osram-Fabrikation aus Berlin verlagert. Diese produzierte dort Leuchtstofflampen. BJB nahm 1948 die Herstellung von Fassungen für Leuchtstoffleuchten aus Bakelit auf.
In den 1950er Jahren profitierte das Unternehmen vom Wirtschaftswunder. Die Produktpalette wurde stark diversifiziert, aber Sockel, Fassungen und noch immer Petroleumbrenner blieben das Kerngeschäft.
In den Nachkriegsjahren kam es zu einem weiteren Generationswechsel an der Firmenspitze. Hanns Busse (1906–1967) übernahm 1946 die Position seines Vaters. Dietrich Gercken (1898–1958) trat als Schwiegersohn 1947 die Nachfolge von Fritz Jaeger an. Hans Henrici (1895–1960) folgte 1949 als Schwiegersohn von Adolf Brökelmann. Nach dem Tod seines Vaters übernahm 1964 Dieter Henrici dessen Position.

## Anpassungskrise
Die Firma BJB erlebte seit Ende der 1950er Jahre eine schwierige Zeit. Das Geschäft wurde von ausländischer Konkurrenz erschwert und die Sockelproduktion verlor allmählich vollständig an Bedeutung. In den 1970er Jahren kam es zu Personalabbau und 1974 zum ersten Mal seit dem Beginn des Wirtschaftswunders zu Kurzarbeit.
Zwischen 1966 und 1978 wurde die Produktion stark rationalisiert und es wurden völlig neue Produktionsverfahren eingeführt. Anstelle der Handpressmaschinen für Kunststoffe wurden Pressautomaten angeschafft, kurze Zeit später die Spritzgusstechnik eingeführt. Als Folge der Rationalisierungsmaßnahmen sank die Zahl der Beschäftigten zwischen 1965 und 1975 um 250 Personen.
Zentral für die Produktion und den Wiederaufschwung wurde ab 1964 die Einführung von Steckkontakten bei Leuchtstofflampenfassungen. Von den alten Produkten wandte sich das Unternehmen zunehmend ab.

## Gegenwärtige Lage
Heute produziert BJB Verbindungselemente, Schalter, LED-Verbindungselemente, Anlagen zur Automation von Leuchten für Hausgeräte. In seinem Tätigkeitsfeld ist BJB Weltmarktführer. Der Vertrieb erfolgt über sieben Tochterunternehmen oder Vertriebsbüros in 70 Ländern. Gegenwärtig stellt das Unternehmen 2500 unterschiedliche Produkte her. Durch die hauseigene Forschungsabteilung kommen jährlich etwa 100 neue Produkte hinzu. Insgesamt produziert das Unternehmen jährlich 500 Millionen Einzelteile. Neben der Produktion umfasst das Unternehmen einen eigenen Werkzeugbau. Erstmals 1996 wurde der Betrieb ISO-zertifiziert. Die Umstellung der Produktion auf die LED-Technik erwies sich für das Unternehmen als schwierig. Während der Umsatz bei der konventionellen Lichttechnik einbrach, nahm der Anteil an LED-Produkten erst zeitlich verzögert zu. Eine Folge des schrumpfenden Gesamtumsatzes war der Abbau von mehr als hundert Stellen im Stammwerk Neheim.
Die Schweizer Universität St. Gallen hat einen „Weltmarktführer-Index für Deutschland, Österreich und die Schweiz“ entwickelt. Als einer der wenigen Mittelständler aus Südwestfalen ist das Arnsberger Lichttechnik-Unternehmen BJB 2016 in diese Liste aufgenommen worden.
In den letzten Jahren wurden zahlreiche Produkte für das neue Geschäftsfeld „Technology for Light“ rund um die LED entwickelt, die den technologiebedingten Rückgang des ehemaligen Kerngeschäfts konventioneller Beleuchtung inzwischen kompensieren und wieder zu Wachstum des Unternehmens führen. Nachdem BJB bereits im Geschäftsjahr 2020 wieder Gewinne erzielt hatte, setzte sich der positive Geschäftsverlauf mit Gewinnerzielung 2021 fort. BJB wurde mit dem TOP-100-Siegel 2021 ausgezeichnet und darf sich damit als eines der 100 innovativsten Unternehmen in Deutschland bezeichnen.